# Храм Вознесения Господня за Серпуховскими воротами
Храм Вознесения Господня за Серпуховскими воротами — православный храм в районе Замоскворечье в Москве. Принадлежит к Москворецкому благочинию Московской епархии Русской православной церкви.

## История
В 1696 году Данилов монастырь пожертвовал участок своей земли за Серпуховскими воротами Земляного города для постройки церкви. Деревянный храм во имя Вознесения Господня с приделом Девяти мучеников Кизических вскоре был выстроен, освящён придел, а главный храм освящён лишь в 1700 году.
Каменная церковь строилась на средства царевича Алексея Петровича. 9 октября 1714 года был освящён нижний храм во имя Иерусалимской иконы Божией Матери с приделами Девяти мучеников Кизических и Алексия, человека Божия. После смерти царевича Алексия и с прекращением поступления средств строительство было приостановлено.
В июле 1762 года строительство завершилось, и церковь была освящена. Храм относился к Замоскворецкому сороку.
В 1830—1840-х годах храм подвёргся значительным перестройкам.
В 1929 году храм был закрыт, а в 1930 году разрушена ограда и колокольня, разрушена богадельня, внутри размещены учреждения.
В 1990 году зарегистрирована община верующих Русской православной церкви. Началось возрождение храма.
В 1994 году получено свидетельство о регистрации православного детского дома-приюта при храме Вознесения Господня.

## Духовенство
Настоятель храма протоиерей Константин Татаринцев
игумен Алексий (Просвирин)
протоиерей Александр Добродеев
протодиакон Игорь Ильин

## Престолы
- Вознесения Господня
- Иерусалимской иконы Божией Матери
- Преподобного Алексия, человека Божия
- Преподобного Сергия Радонежского
- Святителя Николая